# Distrito de Saint-Jean-d'Angély
El distrito de Saint-Jean-d'Angély es un distrito (en francés arrondissement) de Francia, que se localiza en el departamento de Charente Marítimo (en francés Charente-Maritime), de la región de Poitou-Charentes. Cuenta con 7 cantones y 115 comunas.

## División territorial

### Cantones
Los cantones del distrito de Saint-Jean-d'Angély son:
1. Cantón de Aulnay
2. Cantón de Loulay
3. Cantón de Matha
4. Cantón de Saint-Hilaire-de-Villefranche
5. Cantón de Saint-Jean-d'Angély
6. Cantón de Saint-Savinien
7. Cantón de Tonnay-Boutonne

### Comunas
| 1. Annepont (17011)                       | 2. Annezay (17012)                        | 3. Antezant-la-Chapelle (17013)        | 4. Archingeay (17017)                |
| 5. Asnières-la-Giraud (17022)             | 6. Aujac (17023)                          | 7. Aulnay (17024)                      | 8. Aumagne (17025)                   |
| 9. Authon-Ébéon (17026)                   | 10. Bagnizeau (17029)                     | 11. Ballans (17031)                    | 12. Bazauges (17035)                 |
| 13. Beauvais-sur-Matha (17037)            | 14. La Benâte (17040)                     | 15. Bercloux (17042)                   | 16. Bernay-Saint-Martin (17043)      |
| 17. Bignay (17046)                        | 18. Blanzac-lès-Matha (17048)             | 19. Blanzay-sur-Boutonne (17049)       | 20. Bords (17053)                    |
| 21. Bresdon (17062)                       | 22. Brie-sous-Matha (17067)               | 23. Brizambourg (17070)                | 24. La Brousse (17071)               |
| 25. Champdolent (17085)                   | 26. Chantemerle-sur-la-Soie (17087)       | 27. Cherbonnières (17101)              | 28. Chervettes (17103)               |
| 29. Chives (17105)                        | 30. Coivert (17114)                       | 31. Contré (17117)                     | 32. Courant (17124)                  |
| 33. Courcelles (17125)                    | 34. Courcerac (17126)                     | 35. Cressé (17135)                     | 36. La Croix-Comtesse (17137)        |
| 37. Dampierre-sur-Boutonne (17138)        | 38. Doeuil-sur-le-Mignon (17139)          | 39. Fenioux (17157)                    | 40. Fontaine-Chalendray (17162)      |
| 41. Fontenet (17165)                      | 42. La Frédière (17169)                   | 43. Gibourne (17176)                   | 44. Le Gicq (17177)                  |
| 45. Gourvillette (17180)                  | 46. Grandjean (17181)                     | 47. Haimps (17188)                     | 48. La Jarrie-Audouin (17195)        |
| 49. Juicq (17198)                         | 50. Landes (17202)                        | 51. Loiré-sur-Nie (17206)              | 52. Loulay (17211)                   |
| 53. Louzignac (17212)                     | 54. Lozay (17213)                         | 55. Macqueville (17217)                | 56. Massac (17223)                   |
| 57. Matha (17224)                         | 58. Mazeray (17226)                       | 59. Migré (17234)                      | 60. Mons (17239)                     |
| 61. Le Mung (17252)                       | 62. Nachamps (17254)                      | 63. Nantillé (17256)                   | 64. Neuvicq-le-Château (17261)       |
| 65. Les Nouillers (17266)                 | 66. Nuaillé-sur-Boutonne (17268)          | 67. Néré (17257)                       | 68. Paillé (17271)                   |
| 69. Poursay-Garnaud (17288)               | 70. Prignac (17290)                       | 71. Puy-du-Lac (17292)                 | 72. Puyrolland (17294)               |
| 73. Romazières (17301)                    | 74. Saint-Crépin (17321)                  | 75. Saint-Denis-du-Pin (17277)         | 76. Saint-Félix (17327)              |
| 77. Saint-Georges-de-Longuepierre (17334) | 78. Saint-Hilaire-de-Villefranche (17344) | 79. Saint-Jean-d'Angély (17347)        | 80. Saint-Julien-de-l'Escap (17350)  |
| 81. Saint-Laurent-de-la-Barrière (17352)  | 82. Saint-Loup (17356)                    | 83. Saint-Mandé-sur-Brédoire (17358)   | 84. Saint-Martial (17361)            |
| 85. Saint-Martin-de-Juillers (17367)      | 86. Saint-Ouen (17377)                    | 87. Saint-Pardoult (17381)             | 88. Saint-Pierre-de-Juillers (17383) |
| 89. Saint-Pierre-de-l'Île (17384)         | 90. Saint-Savinien (17397)                | 91. Saint-Séverin-sur-Boutonne (17401) | 92. Sainte-Même (17374)              |
| 93. Saleignes (17416)                     | 94. Seigné (17422)                        | 95. Siecq (17427)                      | 96. Sonnac (17428)                   |
| 97. Taillant (17435)                      | 98. Taillebourg (17436)                   | 99. Ternant (17440)                    | 100. Thors (17446)                   |
| 101. Tonnay-Boutonne (17448)              | 102. Torxé (17450)                        | 103. Les Touches-de-Périgny (17451)    | 104. Varaize (17459)                 |
| 105. La Vergne (17465)                    | 106. Vergné (17464)                       | 107. Vervant (17467)                   | 108. La Villedieu (17471)            |
| 109. Villemorin (17473)                   | 110. Villeneuve-la-Comtesse (17474)       | 111. Villiers-Couture (17477)          | 112. Vinax (17478)                   |
| 113. Voissay (17481)                      | 114. Les Éduts (17149)                    | 115. Les Églises-d'Argenteuil (17150)  |                                      |